# Tour de Mevlana
El Tour de Mevlana és una competició ciclista per etapes que es disputa a Turquia. La cursa forma part de l'UCI Europa Tour, amb una categoria 2.2.

## Palmarès
| Any     | Vencedor              | Segon                       | Tercer                 |
| ------- | --------------------- | --------------------------- | ---------------------- |
| 1990    | Aziz Ay               | Ömer Ali Erikçi             | Ayhan Aytekin          |
| 1991    | Ayhan Aytekin         | Ömer Ali Erikçi             | Cenk Tufan             |
| 1992    | Yılmaz Erpamukcu      | Erdinç Doğan                | Hüseyin Tiğli          |
| 1993    | Krasimir Krilov       | Alexander Pavlov            | Hüseyin Tiğli          |
| 1994    | Plamen Stoyanov Kolev | Gabriel Toyev               | Alexander Arakelian    |
| 1995    | Ömer Ali Erikçi       | Vladimir Sdaçenko           | Tamer Vural            |
| 1996    | Bakev Roman           | Ghader Mizbani Iranagh      | Ahad Kazemi Sarai      |
| 1997    | Cenk Tufan            | Ayhan Aytekin               | Nevzat Kiral           |
| 1998    | Sergey Sergeev        | Ivailo Gabrovski            | V. Marakyon            |
| 1999    | Mert Mutlu            | Krow Tehenko                | Vassili Zaika          |
| 2000    | Mert Mutlu            | Kemal Küçükbay              | Gabriel Sorin Pop      |
| 2007    | Kemal Kucukbay        | Svetoslav Tchanliev Kirilov | Giorgi Nadiradze       |
| 2015    | Ahmet Örken           | Bekir Baki Akirsan          | Gokhan Hasta           |
| 2016-17 | No disputat           |                             |                        |
| 2018    | Onur Balkan           | Ivan Balykin                | Théry Schir            |
| 2019    | Batuhan Özgür         | Ahmet Örken                 | Onur Balkan            |
| 2020    | Artur Ershov          | Maxim Piskunov              | Vincent Louiche        |
| 2021    | Anatoliy Budyak       | Ulises Castillo             | Carlos Julián Quintero |